# Velež
Velež (srb. Вележ) – Góra w Bośni i Hercegowinie, znajdująca się w południowej części regionu Hercegowina, w pobliżu miasta Mostar. Należy do łańcucha górskiego Alp Dynarskich.
Jej nazwa pochodzi od bóstwa z mitologii słowiańskiej Welesa, a od jej nazwy został nazwany klub piłkarski Velež Mostar.
Najwyższy wierzchołek góry Botin wznosi się na wysokość 1969 m nad poziomem morza.
Zaraz pod jej szczytem znajduje się miejscowość Podvelež.